# Тєркулов Раіс Равільович
Раіс Равільович Тєркулов (нар. 1 червня 1972) — український футболіст, футзаліст та тренер, нападник.

## Кар'єра гравця
Футбольну кар'єру розпочав у «Хіміку», у футболці якого дебютував 28 жовтня 1992 року в програному (1:2) домашньому поєдинку 17-о туру Першої ліги проти хмельницького «Поділля». Раіс вийшов на поле в стартовому складі, а на 70-й хвилині його замінив Сергій Шелестінський. У складі «хіміків» у жовтні 1992 року провів 2 поєдинки, після чого на поле більше не виходив. Другу половину сезону 1992/93 років провів у третьоліговому клубі шахтарському «Прометеї» (7 матчів).
Напередодні старту сезону 1993/94 років приєднався до «Бажановця». Дебютував у футболці макіївського клубу 26 березня 1993 року в переможному (4:1) домашньому поєдинку 23-о туру Другої ліги проти костянтинівського «Металурга». Тєркулов вийшов на поле на 81-й хвилині, замінивши Віктора Д'яка. Дебютним голом у новому колективі відзначився 13 червня 1994 року на 40-й хвилині (реалізував пенальті) переможного (3:1) домашнього поєдинку 40-о туру Другої ліги проти одеського «Чорноморця-2». Раіс вийшов на поле в стартовому складі, а на 63-й хвилині його замінив Валерій Ломакін. Навесні 1995 року відправився в оренду до «Шахтаря-2», у футболці якого дебютував 1 квітня того ж року в переможному (3:1) домашньому поєдинку 23-о туру Другої ліги проти очаківської «Артанії». Тєркулов вийшов на поле на 46-й хвилині, замінивши Олександра Базиляка. У прешій половині квітня 1995 року зіграв у 3-х матчах Другої ліги, після цього за «Шахтар-2» не грав. На початку червня 1995 року повернувся до «Бажановця», кольори якого захищав до кінця 1998 року. За період перебування в «Шахтарі» зіграв 170 матчів (40 голів) у чемпіонатах України та 9 матчів (6 голів) у кубку України.
Під час зимової перерви сезону 1998/99 років підсилив «Явір-Суми». У складі сум'ян дебютував 8 квітня 1999 року в програному (0:2) домашньому поєдинку 22-о туру Першої ліги проти алчевської «Сталі». Раіс вийшов на поле в стартовому складі та відіграв увесь матч. Дебютним голом у новій команді відзначився 25 квітня 1999 року на 40-й хвилині переможного (1:0) домашнього поєдинку 26-о туру Першої ліги проти «Черкас». Тєркулов вийшов на поле в стартовому складі, а на 69-й хвилині його замінив Олександр Столяров. У команді виступав протягом другої частини сезону 1998/99 років та в літній частині чемпіонату 1999/00 років, за цей час у Першій лізі зіграв 22 матчі (7 голів). У 2000 році виступав в аматорському чемпіонаті України за «Фортуну» з Кантарного (5 матчів, 3 голи). У першій половині сезону 2000/01 років виступав за донецький футзальний клуб «Донбас».
Під час зимової перерви в сезоні 2000/01 років перейшов у «Машинобудівник». Дебютував у футболці дружківського колективу 25 березня 2001 року в програному (0:1) домашньому поєдинку 16-о туру групи В Другої ліги проти ровеньківського «Авангарду». Раіс вийшов на поле в стартовому складі та відіграв увесь матч. Дебютним голом за «Машинобудівник» відзначився 31 березня 2001 року на 21-й хвилині (реалізував пенальті) програного (1:3) виїзного поєдинку 17-о туру групи В Другої ліги проти чернігівської «Десни». Тєркулов вийшов на поле в стартовому складі та відіграв увесь матч. У команді відіграв півтора сезони, за цей час у Другій лізі зіграв 42 матчі (26 голів), ще 5 матчів (1 гол) провів у кубку України.
У 2002 році перебрався до «Явора». Дебютував у футболці краснопільського клубу 28 липня 2002 року в програному (1:2) виїзному поєдинку 1-о туру групи В Другої ліги проти дніпродзержинської «Сталі». Тєркулов вийшов на поле в стартовому складі, а на 77-й хвилині його замінив Олег Биченко. Дебютним голом за «Явір» відзначився 22 вересня 2002 року на 63-й хвилині нічийного (1:1) виїзного поєдинку 8-о туру групи В Другої ліги проти димитровського «Вуглика». Раіс вийшов на поле в стартовому складі та відіграв увесь матч. У команді провів літньо-осінню частину сезону 2002/03 років, за цей час зіграв у 12 матчах (6 голів) Другої ліги та 3-х поєдинках кубку України. Під час зимової перерви завершив кар'єру футболіста.

## Кар'єра тренера
З вересня 2005 року працював тренером у ДЮСШ «Металург» (Донецьк), тренував групу хлопців 1995 року народження з Донецька, Макіївки та Горлівки. З липня 2014 по 18 березня 2015 року працював на тренерських посадах у клубній структурі «Металурга», у тому числі й головним тренером юніорської команди «металургів».
Має тренерський диплом УЄФА категорії «А».

## Освіта
Закінчив Луганський державний педагогічний університет за спеціальністю «фізичне виховання» (навчався з 1994 по 1999 рік).

## Досягнення
«Бажановець»
- Друга ліга чемпіонату України
  -  Срібний призер (1): 1993/94